# منتخب الصين لكرة السلة على الكراسي المتحركة للرجال
منتخب الصين لكرة السلة على الكراسي المتحركة للرجال هو ممثل الصين الرسمي في المنافسات الدولية في كرة السلة على الكراسي المتحركة .

## طالع أيضًا
- منتخب الصين لكرة السلة على الكراسي المتحركة للسيدات